# Vertice di Taba
Per Summit di Taba si intendono i colloqui tra Israele e l'Autorità Nazionale Palestinese, tenuti dal 21 al 27 gennaio 2001 a Taba, nella penisola del Sinai in Egitto.

## Storia
Si trattò di colloqui di pace volti a raggiungere lo "status finale" dei negoziati per porre fine al conflitto israelo-palestinese, durante i quali ci si avvicinò significativamente al raggiungimento di una soluzione definitiva. I colloqui furono sospesi il 27 gennaio, per via delle imminenti elezioni israeliane.